# 사우스에어셔

사우스에어셔

사우스에어셔(영어: South Ayrshire, 스코트어: Sooth Ayrshire, 스코틀랜드 게일어: Siorrachd Inbhir Àir a Deas)는 스코틀랜드의 의회 구역으로 행정 중심지는 에어이며 면적은 1,222km2, 인구는 113,000명(2010년 기준), 인구 밀도는 91명/km2이다. 덤프리스 갤러웨이, 이스트에어셔, 노스에어셔와 접한다.